# Formalni čin otpada od Katoličke Crkve
Formalni čin otpada od Katoličke Crkve (lat. actus formalis defectionis ab Ecclesia catholica) bio je izvana potvrđeni pravni čin istupa iz Katoličke Crkve, koji je bio priznat između 1983. i 2009. u Zakoniku kanonskog prava s odgovarajućim pravnim učincima pobrojanim u kanonima 1086., 1117. i 1124. Koncept "formalnog" čina otpada bio je uži od onog "notornog" (javno znanog) otpada priznatog Zakonikom kanonskog prava iz 1917. te još uvijek uži od koncepta otpada "de facto". Godine 2006. Papinsko vijeće za zakonodavne tekstove specificiralo je u čemu se sastoji formalni čin otpada od Katoličke Crkve. Godine 2009. svi spomeni formalnog čina otpada od Katoličke Crkve i bilo kojih pravnih učinaka proisteklih iz njega uklonjeni su iz Zakonika. Unatoč nesporazumima, taj se čin nije računao kao napuštanje Katoličke crkve.

## Procedura od 2006. do 2009.
Od 1983. do 2006. godine Katolička Crkva u Njemačkoj i nekim zemljama smatrala je formalni čin otpada od Katoličke Crkve izjavom koju je netko obznanio civilnim vlastima u svrhu izbjegavanja dodatnog poreza koji tradicionalno ubire država za dobrobit bilo koje Crkve čiji je dotični porezni obveznik član. Crkva je u tim zemljama ljude koji su dali takvu izjavu svrstala među one kojima se uskraćuju povlastice članstva u Crkvi kao što je crkveno sklapanje braka.

## Više informacija
- popis bivših rimokatolika

## Vanjske poveznice

### Službeni dokumenti
- Tumačenje Svete Stolice o predmetu 13. ožujka 2006.
- Engleski prijevod Omnium in mentem s uklanjanjem formalnog čina otpada iz Zakonika kanonskog prava
- Ukidanje postupka  Arhivirana inačica izvorne stranice od 15. siječnja 2013. (Wayback Machine)